# Вичелово
Вичелово — деревня в Череповецком районе Вологодской области.
Входит в состав Югского сельского поселения (с 1 января 2006 года по 8 апреля 2009 года входила в Домозеровское сельское поселение), с точки зрения административно-территориального деления — в Домозеровский сельсовет.
Расстояние по автодороге до районного центра Череповца — 13 км, до центра муниципального образования Нового Домозерова — 13 км. Ближайшие населённые пункты — Васильевское, Воронино, Горка.
По переписи 2002 года население — 18 человек.
На 1912 в деревне Вичеловской Любецкой волости Череповецкого уезда Новгородской губернии находилось 78 дворов, на которых имелось 102 жилых строения. Население составляло 418 человек, из них 201 мужского пола и 217 женского. Занятием жителей указано земледелие. В деревне располагались часовня, церковно-приходская школа и две мелочных лавки.

## Этимология
Название населенного места происходит от слова вичело́й (вицело́й, вычело́й) - "густой кустарник, заросли кустов" или "густые заросли кустарника, молодого лиственного леса".